# E-Day 2009
E-Day 2009 is een verzamelalbum uitgegeven ter gelegenheid van het gelijknamige muziekfestival.
E-Day 2009 was een muziekfestival, georganiseerd door Groove Unlimited. Het festival, dat op 11 april 2009 in Cultureel Centrum De Enck in Oirschot werd gehouden, was geheel gewijd aan stromingen binnen de elektronische muziek. Hoofdgast van dit festival was John Dyson, al jaren een fenomeen binnen de stroming.
Andere artiesten waren 33 Tetragammon, Stephan Whitlan, Human Metronome, F.D.Project en Gert Emmens. Het festival trok circa 250 bezoekers.
Ter gelegenheid van dit festival werd een compact disc uitgegeven, die vooraf besteld en ter plekke opgehaald kon worden. Voor de vaste klandizie van het platenlabel waren nog enkele “losse” exemplaren te koop. Het album bevat niet eerder uitgebracht werk van de deelnemende artiesten.

## Tracks
1. John Dyson - Posevalue (5:23)
2. Gert Emmens - Mascarade (13:50)
3. F.D.PROJECT - Polarstern (8:03)
4. John Dyson - Signals (6:15)
5. Human Metronome - Cosmic Hweeldi (9:13)
6. Stephan Whitlan - Out of the Box (11:34)
7. John Dyson - Outpost (9:21)
8. 33 Tetragammong - Divine Bliss (7:45)

De compositie Mascarade was opgenomen voor het studioalbum When Darkness Falls Upon the Earth, maar paste daar qua sfeer niet op, aldus Gert Emmens op de hoes.